# No Good Deed - Inganni svelati
No Good Deed - Inganni svelati è un film del 2002 diretto da Bob Rafelson, tratto da un racconto di Dashiell Hammett intitolato The House on Turk Street. Si tratta dell'ultima pellicola del cineasta americano.

## Trama
Jack Friar è un poliziotto che si ritrova per caso nel covo di una banda di rapinatori, dai quali viene preso come ostaggio e sorvegliato dalla bella Erin. Questa lo inganna e lo manipola, così come aveva fatto con la vittima della sua truffa e con il capo della sua banda. Poi, nel tentativo di redimersi, cerca di accattivarsi l'amicizia di Jack, che cederà solo in parte al suo fascino.
Alla fine si scopre che la fragile Erin è solo una pedina nelle mani del sadico e spregiudicato Tyaron, che a sua volta inganna e tradisce tutti.